# Pango Aluquém
Pango Aluquém – miasto w Angoli, w prowincji Bengo.